# Hexatoma furtiva
Hexatoma furtiva är en tvåvingeart som beskrevs av Alexander 1961. Hexatoma furtiva ingår i släktet Hexatoma och familjen småharkrankar. Inga underarter finns listade i Catalogue of Life.